# Classical Albums
De Classical Albums (ook wel Top Classical Albums) is een hitlijst die gepubliceerd wordt door Billboard. De lijst omvat statistieken van muziekalbums uit het genre klassieke muziek, die populair zijn in de Verenigde Staten. De gegevens zijn gebaseerd op verkoopcijfers, die samengesteld zijn door Nielsen SoundScan.